# Періш (комуна)
Періш (рум. Periș) — комуна у повіті Ілфов в Румунії. До складу комуни входять такі села (дані про населення за 2002 рік):
- Белтень (426 осіб)
- Буріаш (1433 особи)
- Періш (5292 особи)

Комуна розташована на відстані 27 км на північ від Бухареста, 113 км на південь від Брашова.

## Населення
За даними перепису населення 2002 року у комуні проживала 7151 особа.
Національний склад населення комуни:
| Національність | Кількість осіб | Відсоток |
| -------------- | -------------- | -------- |
| румуни         | 7115           | 99,5%    |
| цигани         | 28             | 0,4%     |
| болгари        | 2              | < 0,1%   |
| угорці         | 1              | < 0,1%   |
| турки          | 1              | < 0,1%   |
| серби          | 1              | < 0,1%   |
| греки          | 1              | < 0,1%   |

Рідною мовою назвали:
| Мова      | Кількість осіб | Відсоток |
| --------- | -------------- | -------- |
| румунська | 7125           | 99,6%    |
| циганська | 21             | 0,3%     |
| угорська  | 1              | < 0,1%   |
| німецька  | 1              | < 0,1%   |
| турецька  | 1              | < 0,1%   |

Склад населення комуни за віросповіданням:
| Релігія            | Кількість осіб | Відсоток |
| ------------------ | -------------- | -------- |
| православні        | 7008           | 98,0%    |
| баптисти           | 65             | 0,9%     |
| п'ятдесятники      | 54             | 0,8%     |
| адвентисти         | 16             | 0,2%     |
| римо-католики      | 2              | < 0,1%   |
| мусульмани         | 2              | < 0,1%   |
| не релігійні       | 1              | < 0,1%   |
| не вказали релігію | 1              | < 0,1%   |